# 물보라 (드라마)
《물보라》는 1984년 8월 6일부터 1984년 12월 31일까지 방송했던 MBC 수목 드라마였다.

## 프로그램 소개
좌절한 축구 선수 강효준(유인촌)과 병을 앓고 있는 여대생 한윤희(이혜숙)가 병원에서 만나 순수한 사랑을 하다가 주위의 반대 속에서도 결혼하지만 윤희는 효준을 재기시키며 자신은 병으로 죽게 되는 이야기를 그린 드라마

## 등장 인물
- 이혜숙(한윤희) : 한만영, 박 여사 부부 둘째 딸, 한창희 여동생, 강효준 예비 신부
- 유인촌(강효준) : 전직 축구 선수, 한윤희 예비 신랑
- 이미숙(한창희) : 한만영, 박 여사 부부 첫째 딸, 한윤희 언니
- 전운(한만영) : 박 여사 남편, 한윤희 아버지
- 정혜선(박 여사) : 한만영 부인, 한윤희, 한창희 자매 친어머니
- 조형기(한우희) :  한만영 장남, 친어머니는 한만영의 상배 전처. 한창희, 한윤희 자매 배다른 큰오빠
- 박찬환(한동희) :  한만영 차남, 친어머니는 한만영의 상배 전처. 한창희, 한윤희 자매 배다른 작은오빠
- 신금매(진숙)
- 박종관
- 김지영
- 박상조
- 최은숙
- 김동수
- 나윤경
- 현석
- 정호근
- 오미연
- 엄유신
- 박은수
- 나종미
- 김화란
- 김호영

## OST
- 곡명 : 물보라
- 작사 : 박건호
- 작곡 : 김희갑
- 편곡 : 김명곤
- 노래 : 최진희

## 참고 사항
- 해당 프로그램은 주인공의 행동 동기가 약하고 줄거리 전개를 위한 설명적 대사가 겉으로 드러나 밀도감이 떨어진다는 평가가 있었다.[1]
- 1984년 8월 6일부터 1984년 10월 19일까지는 MBC 일일 드라마로 방송·편성됐다가 1984년 10월 24일부터 1984년 12월 27일까지는 MBC 수목 드라마로 방송·편성됐다
- 이 드라마의 동명 주제가인 박건호 작사, 김희갑 작곡, 최진희 노래로 된 노래는 백상 예술 대상 TV 드라마 주제가 상과 제21회 한국연극영화협회예술상 주제가상을 받기도 하는 쾌거를 누리기도 했다.